# Tusket Islands
Tusket Islands är öar i Kanada.   De ligger i provinsen Nova Scotia, i den sydöstra delen av landet, 800 km öster om huvudstaden Ottawa.